# مانوج ساي
مانوج ساي (10 أكتوبر 1982 في الهند - ) هو لاعب كريكت هندي. لعب مع Andhra cricket team ‏.

## وصلات خارجية
- مانوج ساي على موقع إي آس بي آن كريك إنفو (الإنجليزية)